# بوته سوزان

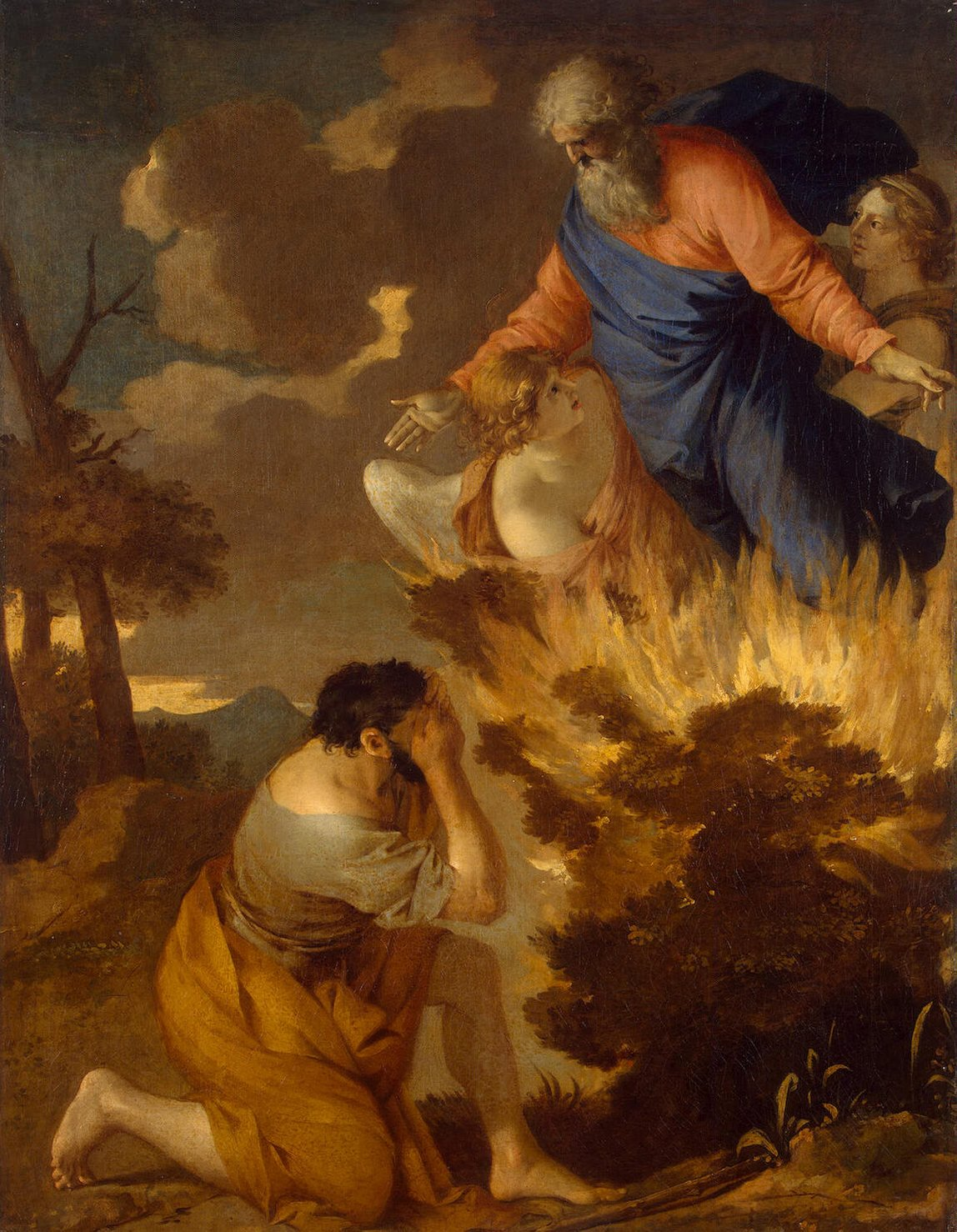
تابلویی از بوته سوزان در موزه ارمیتاژ، سن پترزبورگ

بوته سوزان (انگلیسی: Burning bush) واقعه‌ای است که در تورات (و همچنین عهد عتیق) به آن اشاره شده‌است. در فصل سوم سفر خروج شرح داده شده که این رویداد در کوه حوریب رخ داده‌است و طی آن بیشه‌زار آتش گرفته بود (وجه تسیمه)، اما شعله‌های آتش نتوانستند آنرا بسوزانند. در روایت انجیل، بوته سوزان مکانی است که موسی در آن توسط یهوه برگزیده شد تا قوم بنی‌اسرائیل را از مصر خارج و به کنعان هدایت کند.